# توماس مورغينسترن

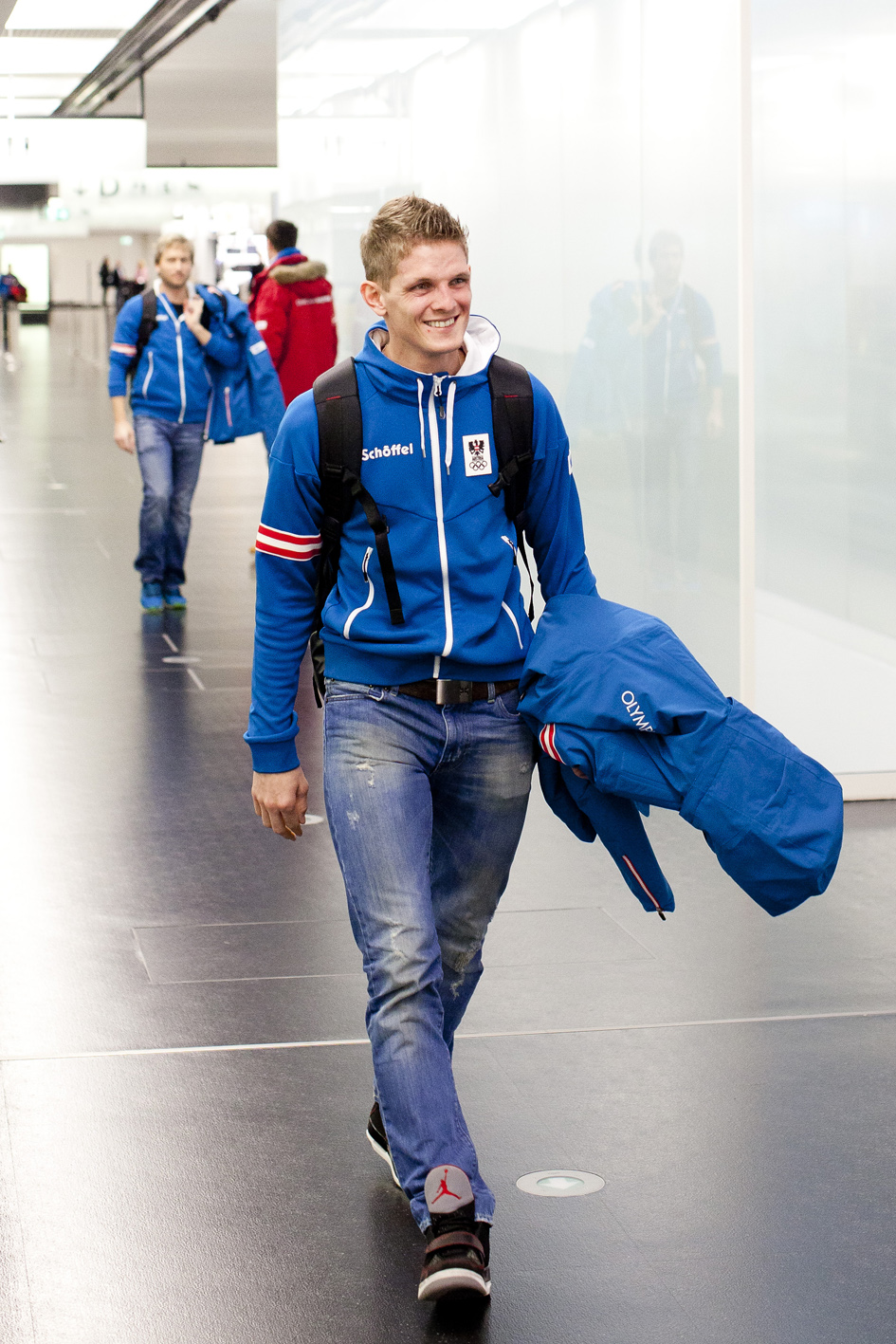

توماس مورغينسترن (بالألمانية: Thomas Morgenstern)‏ (Thomas Morgenstern) هو لاعب أولمبي لرياضة قفز تزلجي من النمسا. شارك في الأولمبياد الشتوي في 2006–2010، وفاز بما مجموعه 3 ميداليات.

## الميداليات
| ذهب | فضة | برونز | المجموع |
| 3   | 0   | 0     | 3       |

## روابط خارجية
- توماس مورغينسترن على موقع الاتحاد الدولي للتزلج (القفز التزلجي) (الإنجليزية)
- توماس مورغينسترن على موقع اللجنة الأولمبية الدولية (الإنجليزية)
- توماس مورغينسترن على موقع أوليمبيديا (الإنجليزية)